# بوب مالكوم
بوب مالكوم (بالإنجليزية: Bob Malcolm)‏ (12 نوفمبر 1980 بغلاسكو في المملكة المتحدة - ) هو لاعب كرة قدم بريطاني في مركزي الدفاع وقلب الدفاع. شارك مع منتخب اسكتلندا تحت 21 سنة لكرة القدم ومنتخب اسكتلندا الثانوي لكرة القدم ‏. أما مع النوادي، فقد لعب مع ديربي كاونتي وكوينز بارك رينجرز ونادي بريزبان رور ونادي دندي ونادي رينجرز ونادي ماذرويل ونادي إيست فيف ونادي كاودينبيث لكرة القدم.

## وصلات خارجية
- بوب مالكوم على موقع قاعدة بيانات كرة القدم.إي يو (الإنجليزية)
- بوب مالكوم على موقع Soccerbase.com (لاعب) (الإنجليزية)
- بوب مالكوم على موقع Soccerway.com (الإنجليزية)
- بوب مالكوم على موقع عالم كرة القدم.نت (الإنجليزية)